# Muara Kelukup
Muara Kelukup is een bestuurslaag in het regentschap Merangin van de provincie Jambi, Indonesië. Muara Kelukup telt 605 inwoners (volkstelling 2010).